# Frank R. Palmer
Frank Robert Palmer  (9 de abril de 1922 - 1 de noviembre de 2019) es un lingüista inglés,  conocido por haber desarrollado una teoría gramatical de modalidad, es  catedrático emérito  de ciencias del lenguaje de la Universidad de Reading. 

## Biografía
Vivía con sus padres en Kendleshire (South Gloucestershire). Palmer tomó sus primeras lecciones de la escuela en la Escuela Hambrook, Hambrook School  (Hambrook). Asistió a la Escuela Hambrook el 30 de agosto de 1926, según se informa en el Admission Register 1922-1946. El 2 de septiembre de 1932 Palmer iba a la Bristol Grammar School. Más tarde, Palmer fue educado en el New College, en Oxford.
En la década de 1940, Palmer era un miembro del Ejército Británico, British Army que alcanzó el rango de teniente. Después del final de la Segunda Guerra Mundial, en los años cincuenta, Palmer adquirió el cargo de profesor en la Escuela de Estudios Orientales y Africanos, School of Oriental and African Studies (SOAS ) de Londres. De 1950 a 1960 fue catedrático de universidad de SOAS, Universidad de Londres. John Rupert Firth animó hay un número de sus discípulos y colegas, quienes más tarde se convirtieron lingüistas conocidos, para llevar a cabo investigaciones sobre varios países africanos y lenguas orientales. J. R. Firth fue el Jefe de Departamento en el tiempo y fue una gran influencia en Terence Frederick Mitchell trabajó en árabe y las lenguas bereberes, Palmer en idiomas Etiopía, Michael Halliday en chino y Richard Keith Sprigg que se especializó en la fonología de las lenguas asiáticas.
Su esposa Jean Elizabeth Palmer y él mismo tuvieron un hijo en 1950.
En 1952 se llevó a cabo un viaje de exploración científica a Etiopía durante un año para la investigación de las lenguas locales, las lenguas etiópicas. Sus intereses científicos habían sido los idiomas de Etiopía, por ejemplo en idioma tigré, idioma bilin, idiomas amárico y el lenguaje de la gente de Agaw. Se hablan las lenguas cushitas.
Palmer se convirtió en profesor de Lingüística en la Universidad College, Bangor  en 1960 y en 1965 fue nombrado profesor de Lingüística Ciencias de la Universidad de Reading. Allí se cumplió en la enseñanza y la búsqueda de sus funciones académicas oficiales 1965-1987, es ahora profesor emérito de la ciencia lingüística. 
Él registra los siguientes membresías, miembro de la Academia Británica, British Academy y la Academia Europaea. Palmer era el editor de la Revista de Lingüística, Journal of Linguistics desde 1969 hasta 1979. Junto a Sir John Lyons, que publicó en 1976 en dos volúmenes Semántica .

## Publicaciones
- Mood and Modality. Cambridge University Press, Cambridge 1986, ISBN 0-521-31930-7
- Modals and Actuality. Journal of Linguistics 13 (1977), 1-23
- Modality and the English Modals. Longman, London 1979
- Semantics. junto a John Lyons, Cambridge University Press, Cambridge 1981, ISBN 0-521-28376-0
- Literature and Moral Understanding: Philosophical Essay on Ethics, Aesthetics, Education and Culture. Oxford University Press, 1992, ISBN 0-19-824232-8
- Grammatical Roles and Relations. Cambridge Textbooks in Linguistics, Cambridge University Press, 2008, ISBN 978-0-521-45836-8
- The English Verb. Longman Linguistics Library, 1988, ISBN 0-582-29714-1
- The Verb Classes of Agaw (Awiya). en: Mitteilungen des Instituts für Orientforschung. Berlín (1959) 7,2, p. 270–297.
- Bilin “to be” and “to have”. en: African Language Studies. (1965) 6, p. 101–111.
- Word classes in Bilin. en: Lingua. (1966) 17(1–2), pp. 200–209.
- An outline of Bilin phonology. en: Atti del Convegno Internazionale di Studi Etiopici (Roma 2-4 April 1959). Accademia Nazionale dei Lincei, Rom, pp. 109–116.
- The Morphology of the Tigre Noun. (London oriental series. 13). Routledge Curzon, 1962
- The noun in Bilin. Bulletin of the School of Oriental and African Studies (1958) 21:376-391.
- 'Openness' in Tigre: a problem in prosodic statement." en: Bulletin of the School of Oriental and African Studies 18/3, pp. 561–577.
- Relative clauses in Tigre. en: Word (1961) 17/1, p. 23–33.
- Studies in the history of linguistic science: a festschrift for R. H. Robins. Frank R. Palmer junto a Theodora Bynon (eds.) Cambridge University Press, 1986.
- Frank R. Palmer: Lexical aspect in English.  Selected Papers from the 18th ISTAL, 2009, p. 1–15